# كريستوفر شتادلر
كريستوفر شتادلر (بالألمانية: Christopher Stadler)‏ (7 يناير 1994 - ) هو لاعب كرة قدم نمساوي في مركز حراسة المرمى. لعب مع 1. Wiener Neustädter SC ‏.

## وصلات خارجية
- كريستوفر ستادلر على موقع قاعدة بيانات كرة القدم.إي يو (الإنجليزية)
- كريستوفر ستادلر على موقع Soccerway.com (الإنجليزية)
- كريستوفر ستادلر على موقع عالم كرة القدم.نت (الإنجليزية)